# Lettiskt medborgarskap

Lettlands pass som landets medborgare kan ansöka om

Lettiskt medborgarskap är den legala förbindelsen mellan en privatperson och republiken Lettland. Staten följer ius sanguinis-principen.

## Medborgarskap genom födelse
En person är en infödd lettisk medborgare om åtminstone en av föräldrarna har lettiskt medborgarskap vid barnets födelse.
Personer som var lettiska medborgare innan den 17 juni 1940 och behövde sedan fly landet på grund av sovjetiska ockupationen, kan ansöka återställning av sitt lettiska medborgarskap. Detta gäller också ättlingar av sådana som är födda före den 1 oktober 2014. Ansökningen om att återställa medborgarskapet måste fyllas på lettiska och lämnas in före den 1 oktober 2013.

## Medborgarskap genom ansökan
Man kan få lettiskt medborgarskap genom att fylla följande krav:
- är åtminstone 15 år gammal
- har varit bosatt i landet för åtminstone 5 år
- kan bevisligen lettiska språket
- kan Lettlands nationalsång och känner till landets historia, kultur och grundlag
- kan försörja sig på ett lagligt sätt

## Dubbelt medborgarskap
Lettland erkänner dubbelt medborgarskap men endast i följande fall:
- personen är också en medborgare av ett land som hör till EU, EFTA eller NATO
- personen är också en medborgare av Australien, Nya Zeeland eller Brasilien
- personen är också en medborgare av ett land som har ett bilateralt avtal om dubbelt medborgarskap med Lettland
- personen har fått ett specialtillstånd från Lettlands regering
- personen har fått sitt andra medborgarskap automatiskt genom adoption eller äktenskap

Lettiska medborgare är automatiskt också EU-medborgare.